# Vania Accinelli
Vania Alessandra Accinelli Ruiz (Lima, Perú; 20 de enero de 1992), más conocida como Vania Accinelli, es una actriz peruana de ascendencia italiana, radicada en Europa. Es más conocida por el rol estelar de Pilar García en la serie de televisión Al fondo hay sitio.

## Filmografía

### Televisión

#### Series y telenovelas
| Año       | Título                                  | Personaje                               | Notas                                              | Ref.  |  |
| --------- | --------------------------------------- | --------------------------------------- | -------------------------------------------------- | ----- |  |
| 2011      | Gamarra                                 |                                         | Rol Recurrente                                     |       |  |
| 2013      | Solamente Milagros                      | Varios Roles                            | Roles Principales                                  |       |  |
| 2013      | Confesiones, historias de la vida misma | Varios Roles                            | Roles Principales                                  |       |  |
| 2014–2015 | Los Cinéfilos                           | Chica 1                                 | Roles Secundarios                                  |       |  |
| 2014–2015 | Los Cinéfilos                           | Chica del cine                          | Roles Secundarios                                  |       |  |
| 2015      | Somos family                            | Karen Montoya                           | Rol Protagónico                                    |       |  |
| 2015      | Amor de madre                           | Sara "Sarita" Osorio Porras             | Rol Principal                                      |       |  |
| 2016      | Amores que matan                        | Pamela                                  | Rol Protagónico (Episodio: Doble Traición)         |       |  |
| 2016      | Amores que matan                        | Gabriela "Gaby"                         | Rol Protagónico (Episodios: Chicas I y Chicas II)  |       |  |
| 2016      | Amores que matan                        | Rol Protagónico (Episodio: El acosador) |                                                    |       |  |
| 2016      | Al fondo hay sitio                      | Pilar García                            | Reparto principal                                  |       |  |
| 2016–2017 | El regreso de Lucas                     | Sofía "Sofí"                            | Rol Principal                                      |       |  |
| 2017      | Mujercitas                              | Mercedes «Meche» Morales García         | Protagonista                                       |       |  |
| 2017–2018 | Lazos de amor                           | Olinda Peralta Lázaro                   | Rol Principal                                      |       |  |
| 2020      | Mi vida sin ti                          | Amanda Castillo (joven)                 | Reparto recurrente                                 | [ 1 ] |  |
| 2025      | La rosa de Guadalupe: Perú              | Sonia Manrique / Elena Villavicencio    | Antagonista (Episodio: «Tenerte entre mis brazos») |       |  |

### Cine
| Año  | Título                | Personaje     | Notas           | Ref.  |
| ---- | --------------------- | ------------- | --------------- | ----- |
| 2014 | La Cara del Diablo    | Lucero        | Rol Principal   |       |
| 2015 | La Promesa            | Natalia       | Cortometraje    |       |
| 2015 | La Promesa            | Natalia       | Rol Principal   |       |
| 2017 | No es tu culpa        | Eva           | Cortometraje    |       |
| 2017 | No es tu culpa        | Eva           | Rol Principal   |       |
| 2019 | La pasión de Javier   | Laura         | Rol Protagónico | [ 2 ] |
| 2019 | Emma no sonríe        | Emma          | Cortometraje    |       |
| 2019 | Emma no sonríe        | Emma          | Rol Protagónico |       |
| 2020 | El salto (La captura) |               | Cortometraje    |       |
| 2020 | El salto (La captura) | Rol Principal |                 |       |
| 2024 | La herencia de Flora  |               |                 |       |

### Vídeos musicales
| Año  | Título         | Personaje                | Notas           | Ref. |
| ---- | -------------- | ------------------------ | --------------- | ---- |
| 2016 | La terapista   | Pilar García             | De Erick Elera  |      |
| 2016 | Día y noche    | Pilar García             | De Marina Yafac |      |
| 2017 | Olvídate de mí | Mercedes "Meche" Morales | De Eka Briones  |      |

### Spots publicitarios
- Oda a la Luna (2017).

## Teatro
| Año  | Título                               | Personaje                | Notas                                    | Ref.  |
| ---- | ------------------------------------ | ------------------------ | ---------------------------------------- | ----- |
| 2012 | ¿Qué tortura?                        |                          | Rol Principal                            |       |
| 2015 | Vanya y Sonia y Masha y Spike        |                          | Rol Principal                            |       |
| 2015 | La amiga de mi amiga                 |                          | Rol Principal                            |       |
| 2015 | Fausto                               | Margarita                | Rol Principal                            | [ 3 ] |
| 2015 | ¿Quieres estar conmigo? (Reposición) |                          | Rol Principal                            |       |
| 2016 | La casa limpia                       |                          | Rol Principal                            |       |
| 2017 | Vania y Fausto                       |                          | Rol Principal                            |       |
| 2017 | Mujercitas: El musical               | Mercedes "Meche" Morales | Rol Principal                            |       |
| 2022 | Emma millenial                       | Emma                     | Rol Protagónico Teatro: Teatro Británico | [ 4 ] |

## Discografía

### Temas musicales
- «Olvídate de mí (Nueva versión)» (2017) (Tema para Mujercitas).

### Bandas sonoras
- Mujercitas (2017).

## Premios y nominaciones
| Año  | Premio                       | Categoría              | Trabajo        | Resultado | Ref.  |
| ---- | ---------------------------- | ---------------------- | -------------- | --------- | ----- |
| 2016 | Premios Luces de El Comercio | Mejor Actriz de Teatro | La casa limpia | Nominada  | [ 5 ] |
| 2017 | Premios Luces de El Comercio | Mejor Actriz de TV     | Mujercitas     | Nominada  | [ 6 ] |